# Espace de couleur

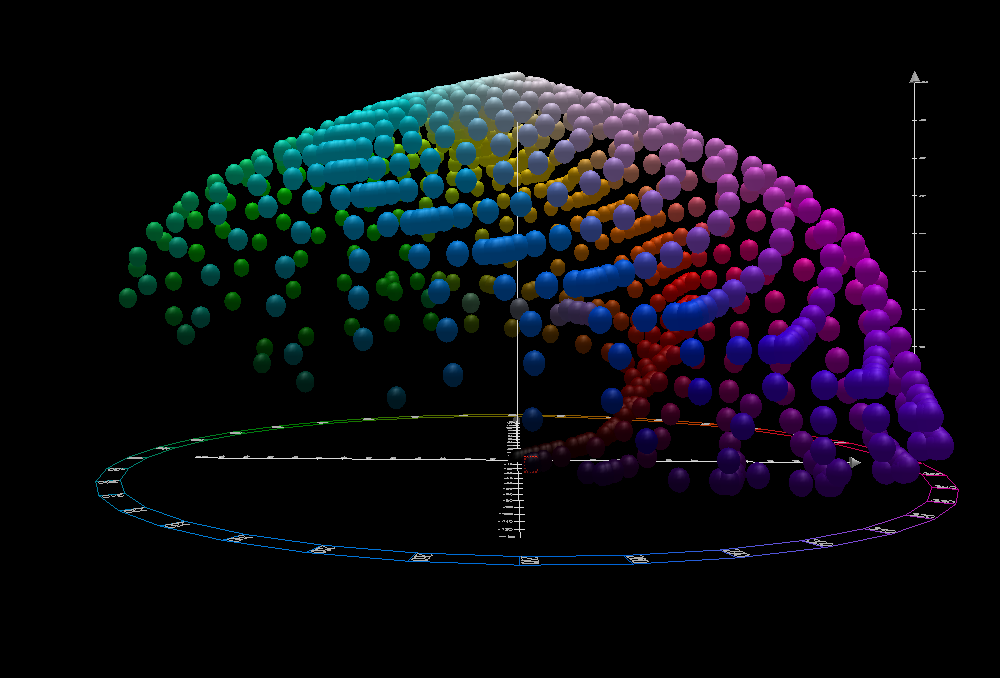
Vue de côté de l'espace de couleurs CIE L*a*b*.

Un espace de couleur ou espace chromatique — dit aussi espace colorimétrique — est un concept de présentation des couleurs. On dispose les couleurs dans un espace à trois dimensions — un volume. Les trois nombres qui, ensemble, décrivent la couleur dans un système colorimétrique, s'assimilent à des coordonnées dans cet espace.
La représentation des couleurs dans un espace chromatique ne tient pas compte de l'influence que des plages de couleur ont l'une sur l'autre — le contraste simultané modifie les couleurs voisines. Les couleurs que l'espace représente sont des stimulus vus sur un fond neutre.
Comme chaque appareil produisant des images en couleurs a des caractéristiques légèrement différentes, il produit un résultat dans un espace de couleurs particulier. Pour permettre le passage de l'un à l'autre, on communique le plus souvent par l'intermédiaire d'un profil colorimétrique.

## Usages du volume

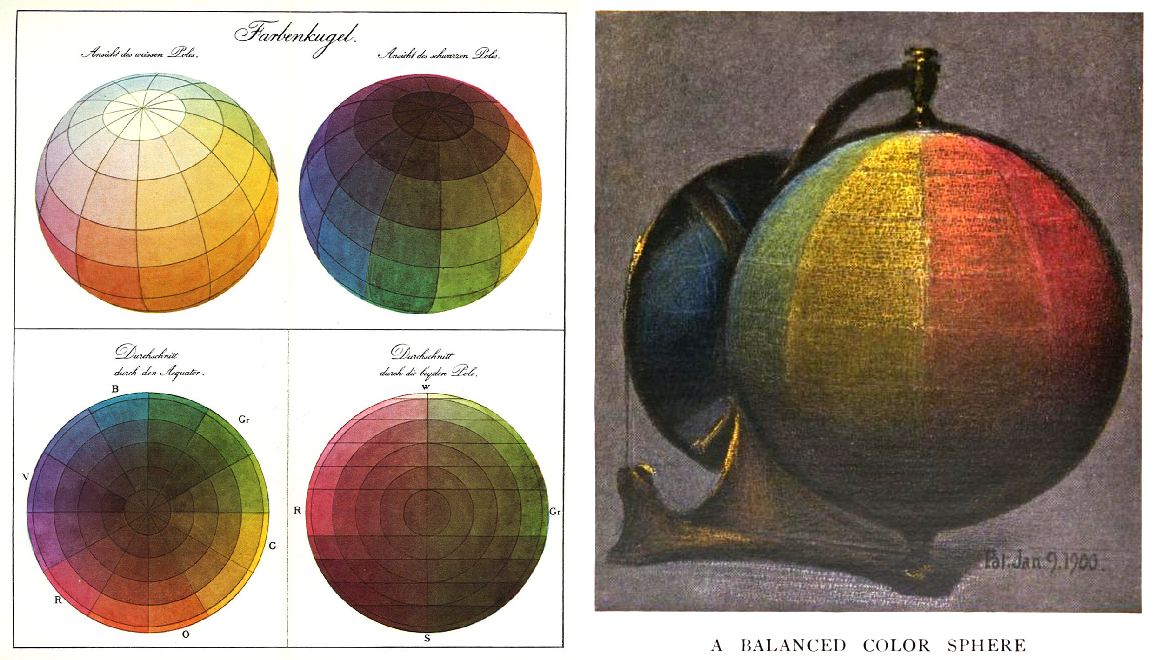
Sphères de couleur de Runge et de Munsell.

La métaphore du volume des couleurs permet de disposer les couleurs de sorte que l'on puisse s'y orienter sans calculs. Si on est sur l'emplacement d'un kaki, on conçoit qu'en allant vers les hautes lumières, on trouvera des beiges, vers les rouges, des marrons, en direction des verts, des vert-olive, etc.
Plusieurs théoriciens des XIXe et XXe siècles ont proposé une organisation des nuances de couleur en volume : sphère comme Runge et Chevreul, Munsell, double cône comme Ostwald.
La colorimétrie pousse plus loin l'analogie. En adoptant le principe de la linéarité des relations entre les lumières qui participent aux mélanges de stimulus, elle fait de l'espace chromatique un espace vectoriel, ce qui permet d'utiliser les mathématiques pour raisonner les ensembles de couleur.
Pour passer des dizaines de bandes de l'analyse spectrale à seulement trois valeurs, la colorimétrie utilise des fonctions colorimétriques. Ces tables donnent le coefficient à appliquer à l'intensité dans chaque bande. Dans le processus, la plupart des données physiques tombent. Des spectres fort différents — un spectre de raies, un autre à coupure nette, un autre à aspect plus irrégulier — donnent les mêmes valeurs de couleur. Il en va de même pour la vision des couleurs. Cependant, lorsqu'on utilise des fonctions colorimétriques différentes — celles qui s'appliquent à un stimulus de 2°, celles qui s'appliquent à un stimulus de 10° —, deux spectres qui donnent le même résultat dans un cas, donnent un résultat différent dans l'autre.
La représentation des couleurs fait rarement appel à l'analyse spectrale. Il est beaucoup plus courant de séparer la lumière en trois composantes par des filtres. Ces filtres, qu'on trouve sur les appareils photographiques, ont le même effet que les fonctions colorimétriques : à chaque bande du spectre correspond un coefficient de transmission. Les composants qui transforment la lumière en signal électrique n'ont pas toujours la linéarité nécessaire aux espaces colorimétriques. Dans les images, il suffit que le rapport entre les couleurs soit correct pour donner un bon résultat visuel. Comme d'autres considérations que la précision colorimétrique entrent en jeu, la caractéristique spectrale des filtres peut être différente des fonctions colorimétriques, même pour les instruments de mesure.
Le passage du signal à la couleur dans les écrans et surtout les imprimantes amène à des restrictions similaires ; on considère le plus souvent que chaque appareil a son propre espace chromatique.
Dans la pratique, les espaces chromatiques sont homologues, mais pas identiques. Le passage de l'un à l'autre se fait par des approximations, des essais, des réglages qui peuvent, pour les perfectionnistes, dépendre de l'image à traiter et durer assez longtemps. Les profils de couleurs facilitent ce travail en fournissant une optimisation de base, indépendante de l'image à traiter.

## Systèmes de coordonnées
Un même espace peut se décrire avec plusieurs systèmes de coordonnées, avec des axes et des échelles différentes. S'il s'agit d'un espace vectoriel, une matrice permet la transformation d'un système d'axe à un autre. Il s'agit toujours du même espace, dont on peut rigoureusement convertir les coordonnées pour chaque point. Cependant, on parle souvent d'« espace de couleurs » pour désigner des repères différents.
La plupart des systèmes d'axes de la colorimétrie ont la luminance sur un d'entre eux. Cela implique que les deux autres expriment la chromaticité, c'est-à-dire l'écart par rapport au gris, et la nuance, entre les « couleurs primitives », selon l'expression de Hering, bleu, vert, jaune, rouge. En conservant l'axe de luminance, on peut exprimer la chromaticité en coordonnées polaires, par un angle de teinte et un module de saturation.
En informatique, on décrit l'espace de couleurs par les valeurs de chaque couleur primaire des écrans. L'espace sRGB, qui sert en informatique, est une fraction de l'espace vectoriel CIE XYZ. Un changement d'axes et une transformation non-linéaire permettent le passage de l'un à l'autre. Mais 53 % des couleurs de l'espace colorimétrique donnent par ces transformations des valeurs soit négatives, soit supérieures à 1, que les écrans ne peuvent reproduire : le gamut, c'est-à-dire la portion d'espace couleur accessible, est limité.
Cela n'empêche pas d'exprimer les valeurs du triplet informatique (R, V, B) sous forme de triplet Teinte saturation lumière. Il arrive qu'on parle d'espace couleur pour cette représentation, mais l'espace est rigoureusement celui de sRVB, y compris le gamut, à la méthode de description près.
La synthèse soustractive et particulièrement l'impression en quadrichromie, simples dans leur exposé sommaire, sont en réalité très difficiles à modéliser. Tout se passe comme si les primaires du système additif associé variaient selon la chromaticité et la luminosité. Les espaces de couleur particuliers des systèmes de reproduction par synthèse soustractive ne sont pas linéaires. Ils ne se raccordent aux systèmes colorimétriques que par des profils d'adaptation.

## Conversion des espaces de couleur
Les « espaces de couleur » qui dérivent des mêmes fonctions colorimétriques ne font qu'un. Des opérations arithmétiques suffisent pour passer de l'un à l'autre. Le plus souvent, ils sont issus des fonctions colorimétriques CIE 1931, établies pour un stimulus de 2° — une tache de 3,5 cm vue à une distance d'un mètre. Les coordonnées CIE RVB, CIE XYZ et son diagramme de chromaticité, CIE L*u*v*, CIE L*a*b* et sRGB décrivent tous des positions dans le même espace.
Comme les périphériques informatiques qui utilisent sRGB ne peuvent produire des images qu'avec des valeurs comprises entre 0 et 1 — souvent codées entre 0 et 255, la seule difficulté concerne les couleurs vives hors gamut. Un module de gestion de la couleur doit alors effectuer des approximations pour optimiser le résultat. Celles-ci dépendent de l'intention de rendu qui peut être soit perceptif, relatif, par saturation ou absolu[réf. souhaitée].
Les tables CIE 1964, établies pour un stimulus de 10° — 16,5 cm à un mètre, s'emploient pour des projets où les prédictions du système à 2°, acceptables jusqu'à des objets dont la taille apparente est de 4° environ, ne conviennent pas. Leur usage doit être indiqué par un indice 10. On ne peut passer du système 1931 au système 1964 par aucune transformation mathématique.

### Profils

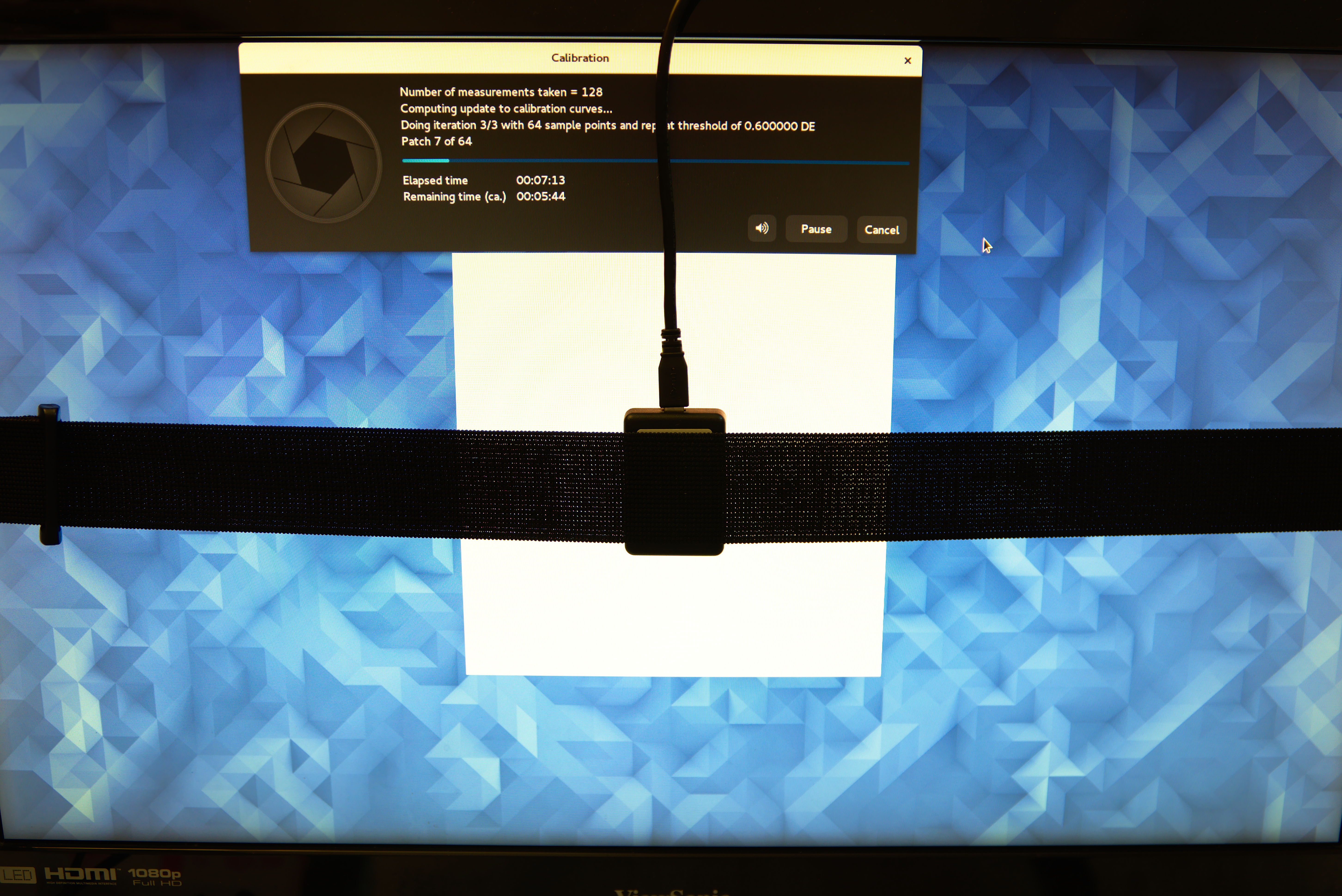
Établissement du profil couleur effectif d'un écran: le capteur fixé au milieu de la zone, le programme envoie successivement les codes de couleur d'essai et mesure la réponse.

Quand deux appareils utilisent des espaces chromatiques différents, c'est-à-dire entre lesquels il n'y a pas de correspondance mathématique, on a recours à des profils, basés sur la reproduction et l'analyse d'une palette de couleurs assez étendue pour représenter ce qui se passe dans toutes les régions.
Le profil doit notamment indiquer comment traiter les couleurs qui sont hors-gamut pour l'appareil récepteur.
Le profil ICC utilise comme « espace pivot » la représentation CIE L*a*b* de l'espace colorimétrique CIE 1931, qui se prète facilement à la programmation informatique, malgré ses défauts pour les teintes saturées d'une luminance inférieure à 1 % . Ce système a une forme proche des atlas de couleur comme celui de Munsell, en usage dans les arts graphiques. Le profil du scanner ou de l'appareil photographique à origine de l'image contient les transformations nécessaires pour exprimer ses données en valeurs L*a*b*. Le profil de l'écran d'affichage, ou de l'imprimante, contient les transformations nécessaires pour passer de L*a*b* à la couleur produite.